# Obwód spisowy
Obwód spisowy – jednostka przestrzenna stworzona według liczby mieszkań i mieszkańców dla potrzeb spisów powszechnych i innych badań statystycznych. Obwód spisowy wchodzi w skład rejonu statystycznego.
W Polsce, zgodnie z rozporządzeniem Rady Ministrów z dnia 15 grudnia 1998 r. w sprawie szczegółowych zasad prowadzenia, stosowania i udostępniania krajowego rejestru urzędowego podziału terytorialnego kraju oraz związanych z tym obowiązków organów administracji rządowej i jednostek samorządu terytorialnego (Dz.U. z 1998 r. nr 157, poz. 1031), wielkość obwodu spisowego nie może być większa niż 500 osób i 200 mieszkań (przy czym każdy budynek mieszkalny wchodzi w całości do jednego obwodu spisowego bez względu na liczbę mieszkań). W przypadku przekroczenia maksymalnej liczby mieszkań lub osób dokonuje się podziału obwodu. Podział na rejony statystyczne jest dopasowany do granic jednostek podziału terytorialnego. Każdy rejon statystyczny posiada niepowtarzalny sześciocyfrowy identyfikator.